# Turnastone
Turnastone – wieś i civil parish w Anglii, w hrabstwie Herefordshire. W 2001 civil parish liczyła 28 mieszkańców.